# Goniomitrium seroi
Goniomitrium seroi är en bladmossart som beskrevs av C. Casas 1993. Goniomitrium seroi ingår i släktet Goniomitrium och familjen Funariaceae. Inga underarter finns listade i Catalogue of Life.